# Tô Hiệu
Tô Hiệu (1912–1944) là một nhà cách mạng cộng sản Việt Nam.    

## Hoạt động cách mạng
Tô Hiệu sinh năm 1912, trong một gia đình nhà nho nghèo ở thôn Xuân Cầu, tổng Xuân Cầu, huyện Văn Giang, phủ Thuận Thành, tỉnh Bắc Ninh (nay là thôn Tam Kỳ, xã Nghĩa Trụ, huyện Văn Giang, tỉnh Hưng Yên).
Giai đoạn 1924–1926, Tô Hiệu học Tiểu học tại trường Pháp Việt thị xã Hải Dương và sớm tham gia vào các phong trào yêu nước của học sinh như để tang cụ Phan Chu Trinh nên mặc dù học rất giỏi vẫn bị đuổi học. Sau đó ông được anh cả Tô Tu đưa lên học tại Hà Nội. 
Giai đoạn 1927–1929, ông tham gia Học sinh đoàn, một tổ chức thuộc Việt Nam Thanh niên Cách mạng Đồng chí hội.
Năm 1930, ông vào Sài Gòn hoạt động yêu nước cùng anh ruột là Tô Chấn, một lãnh tụ của Việt Nam Quốc dân Đảng. Năm 1930, ông bị bắt và bị kết án 4 năm tù, đày đi Côn Đảo. Tại đây ông được giác ngộ chủ nghĩa cộng sản, được kết nạp Đảng và được bồi dưỡng trở thành một đảng viên trẻ nhiều triển vọng.
Năm 1934, Tô Hiệu mãn hạn tù. Không chịu sự quản thúc của chính quyền thực dân ở địa phương, ông vẫn tích cực hăng hái hoạt động, chắp nối xây dựng các cơ sở cách mạng, đẩy mạnh phong trào yêu nước ở các địa phương như Hà Nội, Hải Phòng, Hải Dương, Hưng Yên và tại quê hương. Đặc biệt, năm 1937, ông cùng với các đồng chí trung kiên khác vận động tổ chức khôi phục lại Xứ ủy Bắc Kỳ và được cử vào Ban Thường vụ, phụ trách công tác tổ chức và tuyên truyền.
Đầu năm 1939, Tô Hiệu được phân công làm Bí thư khu B (bao gồm các tỉnh Duyên hải Bắc Bộ và Hải Dương, Hưng Yên), đặc trách Bí thư Thành ủy Hải Phòng. Tại Hải Phòng, Tô Hiệu đã đưa phong trào lên rất cao, số lượng các cuộc bãi công của bảy tháng năm 1939 lớn hơn tổng số cuộc bãi công của ba năm trước, trong đó có cuộc bãi công của 3000 công nhân nhà máy tơ được Lãnh tụ Nguyễn Ái Quốc báo các Quốc tế Cộng sản là cuộc đấu tranh có kỷ luật, có tổ chức cao. Tại đây ông đã có công bồi dưỡng, phát hiện đào tạo nhiều thanh niên Cách mạng trở thành Đảng viên và sau này là những cán bộ quan trọng của Đảng như nguyên Thường trực Ban Bí thư Nguyễn Thanh Bình, Bí thư phụ nữ đầu tiên Hoàng Ngân, Bộ trưởng Lương thực Thực phẩm Ngô Minh Loan, Phó Chủ tịch tổng Công đoàn Trương Thị Mỹ, Phó Tổng Tham mưu trưởng Đặng Kinh, Trưởng phòng Tình báo đầu tiên của Bộ Tổng Tham mưu (nay là Tổng cục 2 Bộ Quốc phòng), Hoàng Minh Đạo (Đào Phúc Lộc)...
Ngày 1 tháng 12 năm 1939, Tô Hiệu bị bắt và bị thực dân Pháp kết án 5 năm tù, đày đi Sơn La. Tại đây, với cương vị Bí thư chi bộ nhà tù, ông đã cùng Chi ủy lãnh đạo phong trào đấu tranh, biến nhà tù thành trường học Cách mạng, đào tạo được hàng trăm cán bộ cốt cán cho Đảng phục vụ kịp thời cho Cách mạng tháng Tám.

Ông mất ngày 7 tháng 3 năm 1944 tại nhà tù Sơn La do chế độ hà khắc của nhà tù và bị lao phổi. Mộ ông được an táng tại nghĩa trang liệt sỹ nhà tù Sơn La.

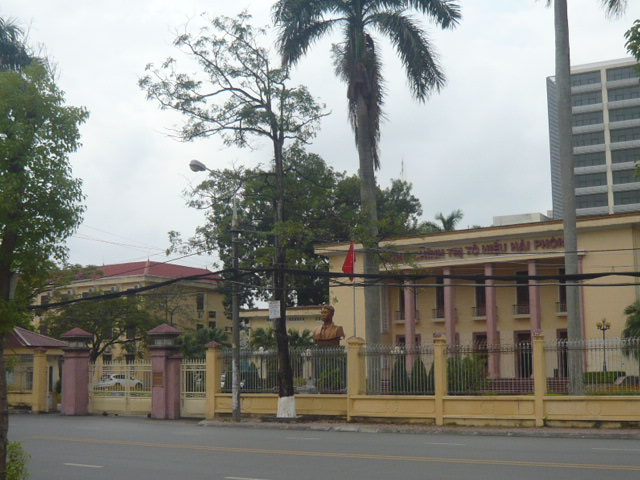
Trường chính trị Tô Hiệu tại Thành phố Hải Phòng

## Vinh danh

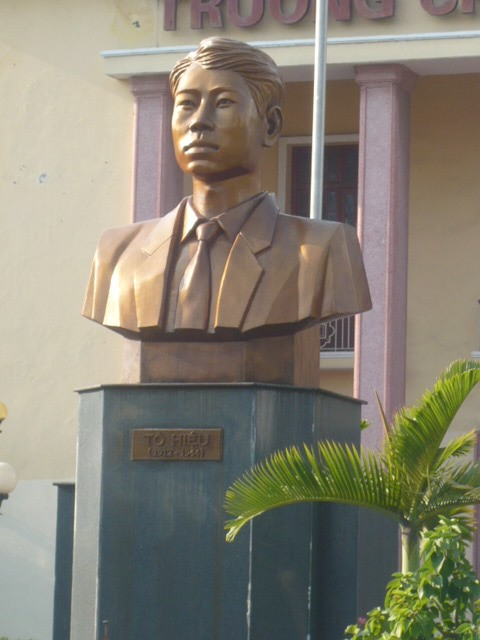
Tượng bán thân Tô Hiệu

Kết luận 88 của Bộ Chính trị do Thường trực Ban Bí thư Lê Hồng Anh ký ngày 14 tháng 2 năm 2014, đã đưa Tô Hiệu vào danh sách "Lãnh đạo tiền bối tiêu biểu của Đảng và Cách mạng Việt Nam" bao gồm 19 đồng chí.

## Gia đình
- Mẹ đẻ: Bà Ngô Thị Lý, “Bà mẹ Việt Nam Anh hùng”, có công lớn trong việc nuôi dưỡng bảo vệ cán bộ thời kỳ hoạt động bí mật trước 1945, trong đó có: Hoàng Văn Thụ, Hoàng Quốc Việt, Trần Tử Bình, Trần Huy Liệu...
- Anh trai: Tô Chấn